# Microblogue
Microblogue (do inglês microblogging) é uma forma de informação de blogue que permite aos usuários que façam atualizações breves de imagens e texto (geralmente com limitação de caracteres) e as publiquem, para que sejam vistas publicamente ou apenas por um grupo restrito escolhido por si. Estes textos podem ser enviados por uma diversidade de meios tais como SMS, mensageiro instantâneo, correio eletrónico, MP3 ou pela Web.
O serviço de microblogue mais popular é o Twitter, lançado em 2006, venceu o Web Award na categoria blogue no South by Southwest Conference 2007 em Austin, Texas. No entanto, recentemente, muitos novos serviços com a mesma finalidade foram lançados, tais como o Pownce, que une microblogue e compartilhamento de arquivos. Também há serviços de microblogue locais voltados para determinadas nacionalidades, tais como o Frazer na França e na Alemanha, PlayTalk na Coreia do Sul e o Fanfou na China.
Devido à sua flexibilidade, os microblogues permitem múltiplas formas de uso, variáveis conforme as preferências dos usuários: transmissões de eventos, informações meteorológicas, informações de tráfego em tempo real, discussões, importantes descobertas, notícias curtas sobre assuntos que não dispõem de maiores espaços na web corporativa, etc. Graças às atualizações rápidas e constantes por parte dos usuários, quase tudo o que está acontecendo pode ser veiculado de alguma forma aos serviços de microblogging.
Foi corroborado também que esta prática pode incidir de maneira positiva nas práticas educativas ao fomentar que os estudantes encontrem e compartilhem recursos, debatam, reflitam e formem comunidades de aprendizagem nestas plataformas, incluindo a aprendizagem de uma segunda língua.